# Serra de l'Estela (Llançà)
La Serra de l'Estela és una serra situada al municipi de Llançà a la comarca de l'Alt Empordà, amb una elevació màxima de 467 metres.